# Ерміт-самітник багійський
Ерміт-самітник багійський (Glaucis hirsutus) — вид птахів родини колібрієвих. Ендемік Бразилії.

## Поширення
Вид поширений на сході Бразилії. Ареал фрагментарний, в кількох широко розкиданих місцях у штатах Баїя, Мінас-Жерайс та Еспіріту-Санту. Мешкає у вологих первинних лісах, особливо вздовж русла річок із квітучою Heliconia. Зазвичай його можна побачити всередині лісу, але було зафіксовано, що він відвідує декоративні квіти в районах, прилеглих до лісу. 

## Опис
Довжина цього колібрі з бронзовим хвостом становить від 12 до 13,7 см. Самиця трохи більша за самця. В обох статей верх голови бронзово-зелений. Обличчя темне. За очима біла смуга на щоці тягнеться до плеча. Верх і хвіст мають металевий бронзово-зелений колір, у самця білий кінчик хвоста. Нижня сторона кольору кориці. Майже прямий дзьоб злегка гачкоподібний на кінчику, чорний зверху і біло-жовтий знизу. Ноги жовті.

## Спосіб життя
Період розмноження припадає на період з вересня по лютий. Гніздо будується з внутрішньої сторони бананового та пальмового листя та розширюється лишайниками та більшими частинами рослин. Інкубаційний період триває 15 днів, а молодняк покидає гніздо через 27 днів.